# 제이미의 30분 레시피
제이미의 30분 레시피(Jamie's 30-Minute Meals)는 2010년부터 영국 채널 4에서 제이미 올리버가 진행한 단편 요리 프로그램이다. 2010년 10월 11일부터 12월 3일까지 방영된 에피소드는 총 40편으로, 방영 종료 후 이를 요리책으로 제작하였다.